# Luigi De Puppi
Luigi De Puppi (Villanova del Judrio, 1843 – Tricesimo, 15 giugno 1917) è stato un politico italiano.

## Biografia
Luigi dei Conti Puppi, nacque a Villanova Friuli nel 1843 da Raimondo.

## Gli Studi
Nel 1859 si iscrisse presso l'Imperial Regia Università di Padova ove si laureò nel 1863 presso la facoltà di legge.

## Impegni politici
Sindaco di Udine tra il 1883 ed il 1889. Fu deputato per 2 legislature tra il 1890 ed il 1895.